# Hans Flemming (Architekt)
Paul Friedrich Hans Flemming (* 8. Oktober 1880 in Berlin; † 26. November 1935 in Berlin-Schöneberg) war ein deutscher Innenarchitekt und Filmarchitekt mit kurzer Tätigkeit in der ersten Hälfte der 1920er Jahre.

## Leben und Wirken
Flemming hatte das Gymnasium besucht und anschließend Innenarchitektur am Kunstgewerbemuseum Berlin studiert. Im Januar 1920 stieß er zum Film. Dort erhielt er noch im selben Jahr den Auftrag, die Entwürfe Rochus Glieses zu dem historischen Kostümstoff Katharina die Große umzusetzen. Ebenfalls 1920 begann Flemming mit seiner umfangreichsten Arbeit: Er sollte die umfangreichen, von den Kollegen Hans Dreier und Ernő Metzner entworfenen Kulissenbauten zu Arzén von Cserépys vierteiligem Fridericus-Rex-Monumentalfilm umsetzen. Bereits 1925 verließ Flemming, nach zwei Szenenbildner-Jobs unter der Führung Heinrich C. Richters, die Filmbranche wieder und kehrte zur Tätigkeit eines Innenarchitekten zurück.

## Filmografie
- 1920: Katharina die Große
- 1921–22: Fridericus Rex
- 1922: Marie Antoinette
- 1924: Tragödie im Hause Habsburg
- 1924: Die Stimme des Herzens
- 1925: Ich liebe dich